# Cot Batee Meukameng
Cot Batee Meukameng är en kulle i Indonesien.   Den ligger i provinsen Aceh, i den västra delen av landet, 1 800 km nordväst om huvudstaden Jakarta. Toppen på Cot Batee Meukameng är 273 meter över havet.
Terrängen runt Cot Batee Meukameng är kuperad åt nordost, men åt sydväst är den platt. Havet är nära Cot Batee Meukameng åt nordost.Runt Cot Batee Meukameng är det tätbefolkat, med 257 invånare per kvadratkilometer. Närmaste större samhälle är Banda Aceh, 14,4 km väster om Cot Batee Meukameng. Omgivningarna runt Cot Batee Meukameng är en mosaik av jordbruksmark och naturlig växtlighet.